# Marinier

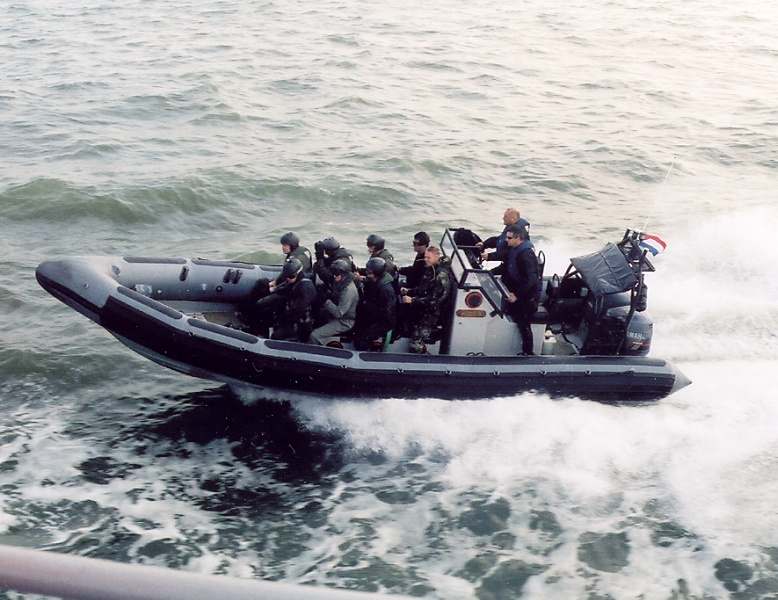
Nederlandse mariniers in een rubberboot

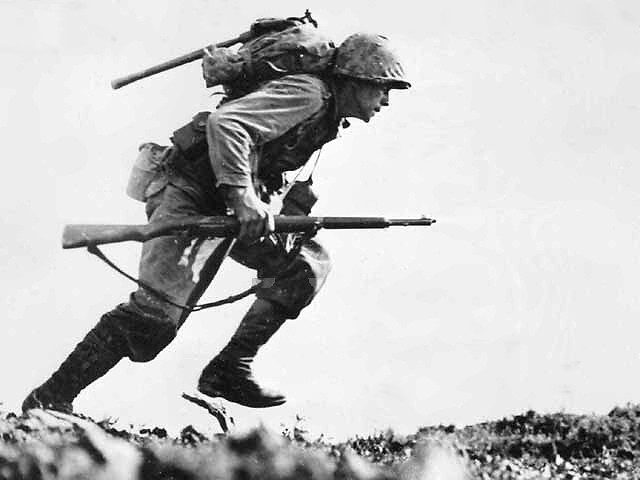
Amerikaanse marinier tijdens de Slag om Okinawa

Een marinier is een militair gespecialiseerd in militaire operaties op of rondom de zee. Mariniers worden daarom ook wel zeesoldaten of scheepsoldaten genoemd.
Historisch dienden mariniers aan boord van oorlogsschepen, waar zij andere schepen enterden en voor de discipline aan boord zorgden. Ook voerden mariniers landingen uit op onbekende of vijandige kusten.
De taken van de moderne mariniers verschillen per land. Mariniers van het huidige Nederlandse Korps Mariniers en de Britse Royal Marines zijn uitgerust als lichte infanterie. Zij zijn snel en mobiel inzetbaar met een lichte bewapening. Het United States Marine Corps (USMC) beschikt over zwaar gemechaniseerde eenheden met tanks, (amfibische) pantservoertuigen en artillerie die met speciale landingsvaartuigen aan land kunnen worden gebracht. Verder heeft het USMC eigen gevechtsvliegtuigen en helikopters voor luchtsteun. Het USMC doet dankzij dit zware materiaal qua gevechtskracht niet onder voor veel landstrijdkrachten. In het USMC is iedere marinier als infanterist getraind ("every marine a rifleman") maar kan daarnaast ook een tankschutter of piloot van een vliegtuig zijn. Marinierseenheden zijn gespecialiseerd in amfibische taken en operaties op de grens van water en land. Amerikaanse mariniers bemensen ook de beveilingsdetachementen op alle Amerikaanse ambassades.
In de meeste landen, waaronder Nederland en het Verenigd Koninkrijk, zijn mariniers een onderdeel van de marine. In de Verenigde Staten zijn de mariniers van het USMC een zelfstandige legereenheid die deel is van de marine. In Frankrijk vormen de amfibisch gespecialiseerde troupes de marine een onderdeel van de landmacht, terwijl de fusiliers marins en commandos marine beide onderdeel zijn van de marine, waarbij de fusiliers beveiligingstaken en de commando's een speciale eenhedentaak hebben.,

## Verschil tussen mariniers en vlootpersoneel
Het Engelse woord voor marinier is "marine", het Engelse woord voor de marine is "navy". Daardoor is de benaming een bron van misverstand. In Nederland bestaat de marine (navy) uit varend "blauw" vlootpersoneel (navy) en "groene" mariniers (marines). Blauw vlootpersoneel vaart de blauwwaterschepen en ondersteunt de schepen en "groene" mariniers worden door de "blauwe" marine getransporteerd. Soms direct aan land gezet met marinehelikopters, soms indirect door amfibische transportschepen die landingsvaartuigen vervoeren. Het personeel van de landingsvaartuigen bestaat wel uit mariniers. Een marinier wordt vaak als benaming gebruikt voor marinepersoneel in het algemeen, maar dit is dus onjuist. Een opvarende van de varende vloot is geen marinier, maar een matroos of andere marineman/vrouw. Deze zijn makkelijk van elkaar te onderscheiden doordat marinemensen marine-uniformen dragen en mariniers camouflagepakken vergelijkbaar met die van de landmacht. In Nederland is een marinier wel een personeelslid van de marine.

### België
Terwijl in Nederland de term marinier vrijwel alleen in de uit de 17e eeuw stammende betekenis zeesoldaat wordt gebruikt, is in België daarnaast ook de oorspronkelijke betekenis zeeman, marineman, matroos nog gemeengoed. België heeft geen Korps Mariniers. De Belgische marine doet wel beroep op paracommando's (wijnrode en groene baretten ) die de schepen kunnen beschermen, enteringen kunnen uitvoeren, en kunnen overgaan tot amfibische landingen.